# Vina Bovy
Vina Bovy, alla nascita Malvina Bovi Van Overberghe, (Gand, 22 maggio 1900 – Gand, 16 maggio 1983), è stata un soprano e attrice belga.

## Biografia

### Primi anni e formazione
Vina Bovy studiò al Conservatorio di Gand con Willemot e debuttò sul palcoscenico all'età di 17 anni nel ruolo dell'argentina in Les deux billets (Poise). Il suo debutto al Théâtre Royal de la Monnaie fu il 4 ottobre 1920 nel ruolo di Marguerite nel Faust di Gounod. Al Monnaie in seguito interpretò Dorabella in Così fan tutte, Micaela in Carmen, Sophie in Werther, Parassia in La fiera di Soročincy e la principessa Aurora in Le songe d'une nuit d'hiver.

### Carriera
Dopo essersi creata una reputazione alla Monnaie di Parigi, intraprese tournée in Francia e Belgio, fino al suo debutto all'Opéra Comique il 9 marzo 1925 (Manon). Divenne rapidamente uno dei soprani più importanti della capitale francese, cantando Lakmé, Mimi ne La bohème, Mireille, Rosina ne Il barbiere di Siviglia, i tre ruoli di soprano ne I racconti di Hoffmann, Leila ne I pescatori di perle, Alexina ne Le roi malgré lui e Violetta ne La traviata. Ha creato il ruolo di Myriem in La nuit embaumée di Hirschmann. Con Luis Mariano è apparsa nel Don Pasquale di Donizetti nel 1944.

### Toscanini e il successo
Notata da Toscanini, proseguì cantando il repertorio italiano alla Scala di Milano, e debuttò in italiano al Teatro Colón di Buenos Aires. Non cantò mai alla Scala. Questo le aprì la strada per una carriera internazionale, con inviti dal Teatro Colón, dal Gran Teatre del Liceu, da Madrid, Monte-Carlo e Roma. All'Opéra national de Paris cantò dal 1935 al 1947, interpretando tra gli altri i ruoli di Gilda, Giulietta, Lucia di Lammermoor, Marguerite, Thais e della Principessa Shemakhan (Il gallo d'oro). Ha cantato nella Nona sinfonia di Beethoven diretta da Toscanini nel 1938 a New York, durante un periodo (1936-38) in cui si esibiva anche al Metropolitan Opera House. Una trasmissione del 23 gennaio 1937 de Les contes d'Hoffmann di Offenbach con la Bovy nei ruoli di soprano, è stata pubblicata su CD; ha anche cantato Giulietta nella registrazione dell'Opéra-Comique del 1948. Negli anni '30, ha anche registrato brani da La traviata e Rigoletto con Georges Thill.

### Altre opere e il cinema
La Bovy recitò nel film La maschera sul cuore (adattamento da Théophile Gautier) di Abel Gance del 1943, in cui canta e recita.
È stata direttrice della Koninklijke Opera di Gand dal 1947 al 1955, cantando il ruolo principale ne L'Aiglon e Katiusha in La Risurrezione.
Dotata di una bella coloratura, aveva una voce ben allenata e un suono tipicamente francese.